# Andrei Jerdev
Andrei Vadimovici Jerdev (în rusă Андрей Вадимович Жердев; n. 28 ianuarie 1989) este un fotbalist rus care în prezent evoluează la echipa Dinamo Barnaul.